# MC Oran
Mouloudia Club de Oran (arabsky: نادي مولودية وهران), je alžírský fotbalový klub, sídlí ve městě Oran. Byl založen v roce 1917.

## Ocenění
- Alžírská fotbalová liga: 4

1971, 1988, 1992, 1993
- Alžírský fotbalový pohár: 4

1975, 1984, 1985, 1996